# Дело о подмосковных казино
«Дело о подмосковных казино», «Игорное дело», «Игорное дело прокуроров», либо «Дело подмосковных прокуроров» — распространённые названия уголовного дела 2011 года о подпольном игорном бизнесе в Подмосковье, известность которому дал последующий межведомственный конфликт СКР, под руководством Александра Бастрыкина, и Прокуратуры РФ, возглавляемой Юрием Чайкой. Предварительное расследование СКР осуществлял совместно с оперативно-разыскными подразделениями ФСБ и МВД. Особенностью этого уголовного дела являлась поддержка обвиняемых работниками надзорного ведомства — прокурорами, причём, значительная часть подозреваемых сами были высокопоставленными прокурорами либо их друзьями или родственниками.
Срок расследования неоднократно продлевался генералом Никандровым и другими следователями СКР, в том числе по статье 105 УК РФ в связи с убийством бандой Леснякова одного из свидетелей в 2008 году, с этого инцидента и началось «Дело о подмосковных казино». Ряд информационных источников считают, что «Перестрелка на Рочдельской улице» стала причиной для продолжения этой межведомственной войны.

## Версии

### Версия ФСБ и СКР
1 августа 2008, киллером банды Леснякова, во дворе здания Пушкинской районной прокуратуры, из пистолета-пулемёта «Кипарис», был расстрелян, а после добит ножом 37-летний коммерсант Валерий Казаков. СКР, опровергнув политический мотив преступления, сообщил: «Предварительно установлено, что Казаков неоднократно посещал своих знакомых, работающих в прокуратуре города Пушкино». В этой связи, в результате осуществления ФСБ оперативно-разыскной деятельности, путём межведомственного взаимодействия служб УСБ ФСБ с ОРБ ДЭБ МВД и СКР, правоохранительные органы России стали подозревать некоторых высокопоставленных работников прокуратуры, их близких, а также ряд сотрудников подмосковной полиции, в организации подпольных игорных заведений и связях с мафией. «В частности, обнаружено наличие тесных контактов руководителя нелегальных казино Назарова И. В. с первым заместителем прокурора Московской области Александром Игнатенко, рядом прокуроров субъектов МО и начальников структурных подразделений прокуратуры и ГУВД МО», — говорилось в сообщении ФСБ РФ. В ЦОС ФСБ подтвердили, что, в ходе реализации вышеуказанных оперативно-розыскных мероприятий и следственных действий, следственно-оперативная группа столкнулись с активным противодействием, «выразившемся как в скрытом, так и в явном воспрепятствовании осуществлению предварительного следствия, в том числе, со стороны надзирающих органов в лице прокуратуры Московской области». Журналистские расследования, в основном, формировались из полученной от следователей информации, по мнению прокурора Чайки недостоверной. К примеру, газета «Коммерсантъ» однозначно указывала пресс-службу СКР своим основным источником информации:

«По версии следствия, не раз обнародованной официальным представителем СКР Владимиром Маркиным, прокурор Игнатенко „систематически лично и через посредников“ получал взятки от организатора подпольных казино Ивана Назарова, а также вовлек в получение взяток других прокуроров и высокопоставленных сотрудников ГУ МВД Московской области»— «Прокурор объявлен вне розыска», газета «Коммерсантъ» №182 от 29.09.2011, стр. 6.

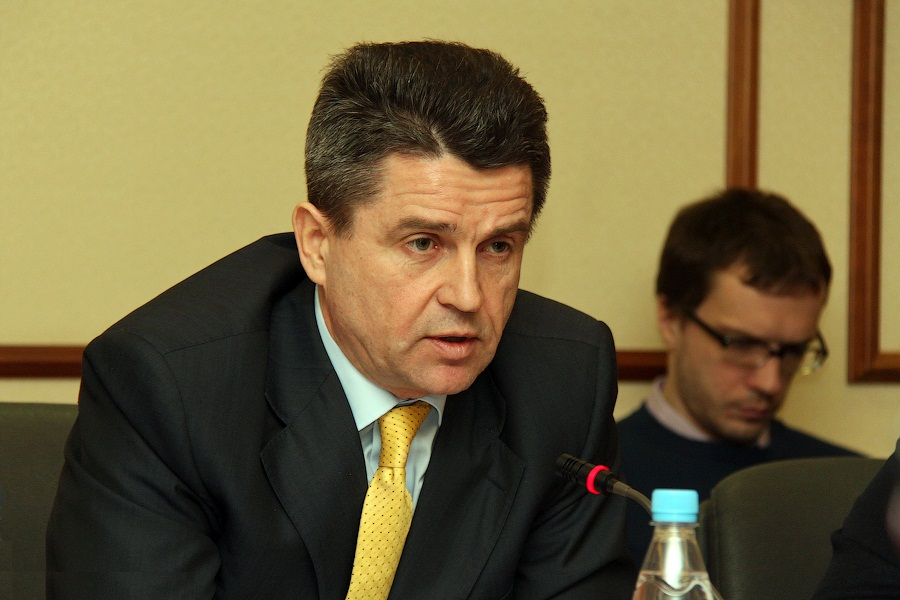
Пресс-секретарь СКР Владимир Маркин

В свою очередь, многие статьи про дело о подмосковных казино из популярных газет того времени размещались на официальном сайте СКР. Сама же версия СКР согласовывалась с данными «Центра общественных связей ФСБ», который курировал генерал ФСБ Ушаков, именно ФСБ первыми обнародовали информацию о раскрытии сети подпольных казино и о причастности к ней прокурорских работников. О том, что при расследовании игорного дела, «ни в коем случае нельзя делать выводы о виновности или невиновности людей до объявления приговора суда» неоднократно высказывался президент России Медведев, в результате Чайка и Бастрыкин поспешили заявить, что конфликта между их ведомствами нет, а ФСБ перестало открыто участвовать в этом уголовном процессе. После продления президентом России Медведевым полномочий Чайки на посту Генерального прокурора и отмены Верховным судом России постановлений об аресте некоторых фигурантов дела, СКР, фактически, прекратил расследование дела о подмосковных казино, так как версия следователей Никандрова и Бастрыкина, по формальным причинам, не нашла понимания у председателя Верховного суда Вячеслава Лебедева. С юридической точки зрения, защита подозреваемых объясняла несостоятельность следствия тем, что прокуроры разделили позицию адвокатов, а следователи не смогли это обжаловать, поскольку не являлись процессуальной стороной, аналогичная схема была использована для освобождения других подозреваемых. «Значит, кто-то спрятал от ответственности этих уголовников, которые создали систему заведений, которые „крышевали“ и получали с этого доход», — сделал вывод в пользу СКР член Общественной палаты Сергей Марков, аналогичное мнение лично Чайке высказывали депутаты оппозиционных фракций на заседании Государственной думы.

### Версия СМИ

Могила Аслана Усояна

В 2007 году ряд СМИ опубликовали многочисленные материалы о коррупции в Пушкинском районе Подмосковья и бездействии районной прокуратуры, возглавлял которую, в тот год стремительно сделавший карьеру, прокурор Козлов. Летом 2008 года, на пороге Пушкинской прокуратуры, бандой Леснякова-Завьялова был демонстративно казнён общественник и бывший милиционер по фамилии Казаков. Мужчину расстреляли из автомата, а после ему перерезали горло на глазах очевидцев. По утверждению местного депутата, погибший Казаков был давним приятелем Пушкинского прокурора Козлова, их дружбу подтвердил и глава Серпуховского района Шестун, он именовал Казакова прокурорским «кошельком». Журналисты определили покойного «первым нелегальным игорным магнатом Подмосковья», а метод убийства — подчёркнуто мафиозным, иные утверждали, что у киллера просто заклинило оружие, потому он использовал нож. Хоронить Валерия Казакова приехали депутаты разного уровня, члены Совета Федерации, главы городов, представители ГУВД и прокуратуры. Преступление, предположительно, было совершено по заказу одного криминального авторитета из клана Аслана Усояна с которым, по данным оперативников, «банда Леса» была аффилирована продолжительное время. Покойный Казаков имел с ними хозяйственный спор и конфликт с коррумпированными чиновниками, но даже чистосердечное признание киллера банды Вершинина не убедило присяжных в том, что убийство Казакова было совершено по найму некоего третьего лица. Расследование столь заметного инцидента показало, что убитый был связан с первым заместителем прокурора Московской области Игнатенко, позже оперативники ФСБ и МВД зафиксировали дружбу глав местных администраций, милиционеров и прокуроров, включая прокурора Московской области Мохова и заместителя прокурора Москвы Козлова, с номинальным владельцем подпольных казино Назаровым, что было подтверждено Генеральной прокуратурой России и самим Назаровым. Спецслужбы считали Назарова преемником Казакова. «Указанная деятельность, осуществлявшаяся более 3 лет, не могла осуществляться без поддержки правоохранительных и контролирующих органов», — разъяснило ФСБ в 2011 году,
В начале 2011 года, председатель СКР Бастрыкин, заручившись помощью курирующего следствие в ФСБ генерал-полковника Вячеслава Ушакова и оперативной поддержкой генерал-лейтенанта ФСБ Александра Купряжкина, имевшего в своём подчинении сотрудников УСБ ФСБ Феоктистова и Ткачёва, решился возбудить уголовное дело против ряда сотрудников Прокуратуры России и подмосковной полиции. Ушаков надзирал за следствием в ФСБ и смог получить санкцию суда на телефонные прослушки сына Чайки — Артёма и «правой руки» генпрокурора — начальника Главного организационно-инспекторского управления (ГОИУ) Генпрокуратуры Юрия Синдеева. На оперативную поддержку ФСБ СКР однозначно указывали глава Серпуховского района Московской области Александр Шестун и свидетель обвинения Владимир Осечкин, которые были активными участниками событий тех лет.
Изучив жалобы главы Серпуховского района Шестуна и подстраховавшись заявлениями потерпевших от «лохотрона», следователи СКР Марков и Никандров предъявили обвинение в организации незаконной игорной деятельности преступной группе, предположительно состоящей из местных бандитов и сотрудников правоохранительных органов, некоторые из подозреваемых согласились сотрудничать со следствием. Однако, высокопоставленные прокуроры Гринь и Малиновский, выявляя процессуальные недостатки расследования, отменяли постановления о возбуждении уголовных дел, категорически отказались утверждать соглашения о признании вины и обвинительные акты, что привело к публичному межведомственному противостоянию Генеральной прокуратуры России и Следственного комитета России.
Вмешательство в ситуацию президента России Медведева было непоследовательным, его распоряжения конфликтующим Чайке и Бастрыкину носили рекомендательный характер. В результате допросов избежал, вероятно, имеющий отношение к этому делу сын генпрокурора Артём Чайка, прокурор Московской области Мохов был незначительно понижен в должности, а его заместитель Игнатенко освобождён из-под стражи в связи с истечением сроков заключения, также на свободу отпущены все, в том числе признавшие вину, прокуроры и другие подозреваемые, включая известного подмосковного «решальщика» Назарова, официально названного другом Артёма Чайки, а высшие офицеры ГУ МВД России по Московской области оправданы. Был убит важный свидетель обвинения Прилепский, в лесу было обнаружено его обезображенное тело, позже трагически погибли надзирающие прокуроры Сизов и Нисифоров, проводящий собственное расследование прокурор Аникин был вынужден уйти в отставку. Новый, сменивший Купряжкина, начальник УСБ ФСБ Королёв не предпринимал активных действий по делу о подмосковных казино, так как, по мнению экспертов, в результате предварительного расследования этого опасного дела уже «были уволены ответственные сотрудники в том числе ФСБ».
По мнению большинства журналистов, у главы СКР РФ Бастрыкина не хватило «аппаратного веса» довести до суда «игорное дело», чему способствовали относительная молодость СКР РФ, плохая координация работы ФСБ с СКР, разглашение данных предварительного расследования генералом ФСБ Ушаковым и саботаж уголовного процесса заместителями генерального прокурора. Некоторые обозреватели утверждали, что «столкновение СК с прокуратурой следует рассматривать как очередной виток давнего противостояния разных силовых структур», иные разделяли мнение Никандрова о том, что противостояние ведомств позже продолжилось в деле о перестрелке на Рочдельской улице. Альтернативная точка зрения Шестуна о связи дела генерала Колесникова и других коррумпированных сотрудников ГУЭБиПК c «игорным делом» публиковалась, в основном, в региональных СМИ и авторских изданиях, вместе с тем, достоверно известно о встречах главы Серпуховского района Московской области Александра Шестуна с начальником инспекторского управления Генпрокуратуры РФ генералом Нисифоровым по поводу крышевания прокурорами игорного бизнеса в Серпуховском районе и последующей охране Шестуна «программой защиты свидетелей» ФСБ в рамках этого дела. Активное участие в обсуждении ситуации принимали такие медийные персонажи, как Минаев и Максимовская, журналисты Доренко и Соловьёв, не обошли вниманием проблему политики Жириновский и Соболь.

### Версия прокуратуры
Прокуроры полагали, что следователями не решена известная правовая проблема превращения оперативных материалов в процессуальные. Кроме этого, Генеральная прокуратура представляла «игорное дело» компиляцией Следственным комитетом случайных криминальных эпизодов, никак не связанных между собой, причиной которой являлось противостояние ведомств Бастрыкина и Чайки, вместе с тем, выступая на заседании Совета Федерации, генпрокурор Юрий Чайка заявил, что войны компроматов между ведомствами не велось. «Нонсенс, когда два лица одной стороны уголовного процесса соперничают между собой», — традиционно не соглашался со сложившейся системой противовесов и сдержек Генеральный прокурор, Чайка всегда был противником отделения СКР от Прокуратуры России, известным критиком СКР. «Прокуроров обвиняют в крышевании казино, абсолютно не принимая во внимание их обращения в суд с исками о закрытии этих заведений», — приводил новые аргументы Чайка на «правительственном часе», резюмируя, — «Все это неизбежно приведет к признанию недопустимыми доказательствами результатов целого ряда следственных действий».
Некоторые депутаты ГД, к примеру, Хинштейн, в целом, разделяли версию прокуратуры. Генеральная прокуратура России отвергала все обвинения в причастности её сотрудников к делу о подмосковных казино, определяя свидетелей преступниками, как Шестуна, либо сумасшедшими, как экс-прокурора Буянского. Сменивший коррумпированного прокурора Московской области Мохова, принципиальный прокурор Аникин, после конфликта с Гринем, Малиновским и лояльным к линии Генеральной прокуратуры России собственным замом Наседкиным, официально поддержал выбранную руководством версию, аналогично Аникину поступил глава службы безопасности Генеральной прокуратуры Нисифоров, проведённые ими внутренние расследования не выявили значительных нарушений. Первый зампред комитета по безопасности ГД Михаил Гришанков на этот счёт отметил, что «замешаны сотрудники высочайшего уровня прокуратуры, и сама же прокуратура ведёт надзор за состоянием дела — совершенно очевиден серьёзный конфликт», к примеру, действующие подозреваемые прокуроры являлись «спецсубъектами», и разрешение на их задержание или арест должна выдать Генпрокуратура, чего сделано не было, кроме того, прокуроры, мотивируясь различными странными поводами, несколько раз отказывали руководителю НЦБ Интерпола МВД России генералу Прокопчуку в проведении международного розыска бежавшего на Украину, заочно арестованного, прокурора Игнатенко, позже, успевший перебраться в Польшу Игнатенко, был задержан именно благодаря Интерполу.
МВД, в лице начальника Главного управления МВД России по Москве Колокольцева и начальника ГУ МВД РФ по Московской области генерала Головкина, придерживалось нейтральной позиции, последний предпочёл поддержать версию прокуратуры.

## Предпосылки
Событиям предшествовал разгул организованной преступности в России в сочетании с высоким уровнем коррупции, приведших к фактическому запрету игорного бизнеса в России с 1 июля 2009 года.

### 2008
Одним из первых сигналов о коррумпированных прокурорах стало возбуждение уголовного дела по факту жестокого убийства известного в Подмосковье криминализированного бизнесмена Казакова, по сообщению «Российской газеты» этого «коммерсанта сначала расстреляли, а потом демонстративно перерезали ему горло».

Именно дерзкое убийство Казакова в 2008 году прямо на пороге прокуратуры Пушкинского района, стало для бандитов Леса роковым. В ходе расследования выяснилось, что убитый Казаков был «связным» между коррумпированными сотрудниками прокуратуры Московской области и бизнесменами. Казаков сообщал предпринимателям размеры отступных и другие условия, которые требовались от них в обмен на отсутствие проблем с прокуратурой. По данным следователей, Казаков потребовал от Леснякова и Завьялова ввести в учредители Пушкинского рынка подконтрольных прокурорам людей, за что и был убит. Кстати, в 2011 году имя Казакова стало регулярно упоминаться в СМИ в связи с так называемым «игорным скандалом». Тогда сотрудников подмосковной прокуратуры обвинили в связях с Иваном Назаровым, которого считают преемником Казакова.— «Попался на пальцах», «Российская газета» - Федеральный выпуск № 115(6387) от 22.05.2014.
Друг прокуроров «решальщик» Валерий Казаков был ритуально убит 1 августа 2008 года, расследование вело ГСУ СК РФ по Москве и ДепУР МВД РФ. По некоторым данным, уже в то время многие легальные подмосковные казино работали под «прокурорской крышей», однако, Казакова убили не за казино, которыми он фактически управлял, а в связи с активным отстаиванием им прокурорских интересов в другом споре хозяйствующих субъектов, раскрыть это преступление удалось только потому, что следствие вели федеральные, а не местные правоохранительные структуры, которые к началу 2008 года были полностью, включая администрацию района, коррумпированы бандитами. Этот заказ Лесников, по данным оперативников, получил через Карло Микадзе, человека «вора в законе» Аслана Усояна, Микадзе в бригаде ещё двух авторитетов, отвечал за различные крупные финансовые аферы в Москве и Подмосковье, потому не исключено, что Лесников являлся лишь номинальным учредителем «Пушкинского колхозного рынка». Казаков был не только „решальщик“, но и начинающий политик, политическую версию убийства поддерживали подозреваемые в коррупции прокуроры.

Убили Казакова местные бандиты, у которых он вместе с прокурорами отнял Пушкинский рынок. Я хорошо помню Валеру. Он ездил по разным областям, способствовал назначению прокуроров областного масштаба. После его гибели эти вопросы начал решать Назаров.— Александр Шестун, «Прокурорский капкан», «Московский комсомолец» №25710 от 4 августа 2011.

### 2009
Несмотря на то, что в 2009 году игорный бизнес в России был запрещён, популярная сеть игровых залов, работавшая на территории Москвы и Московской области, продолжала функционировать. По утверждению «Новой газеты», якобы, в то же время 6-я служба Управления собственной безопасности ФСБ, отвечающая за оперативное сопровождение уголовных дел, под руководством генерала Олега Феоктистова вела негласное наблюдение за коррумпированными подмосковными прокурорами, «крышующими» подпольные казино, в дальнейшем к совместной работе по «игорному делу» разведчики подключили СКР — «они исполняли оперативные задания чекистов». Иные источники именовали Феоктистова идеологом этой и иных последующих антикоррупционных операций, большей частью неудачных. «Кто стоял у истоков игорного скандала, достоверно пока не известно» — сообщала «Новая газета» ранее, в 2018 году та же газета сообщила, что «в СМИ это дело связывали с межведомственным противостоянием двух некогда единых органов, не беря в расчёт ФСБ, которая на самом деле и была основным действующим лицом», «там сыграли определённую роль спецслужбы», — поделился с Русской службой Би-би-си своём видением «игорного дела» эксперт по борьбе с коррупцией Кирилл Кабанов, старейший участник «Национального антикоррупционного комитета».

### 2010

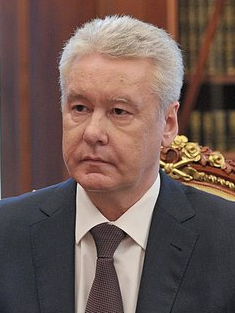
Сергей Собянин

В 2010 году журнал «Forbes» опубликовал статью журналиста Анны Соколовой, известной по книге «Корпорация „Подмосковье“: как разорили самую богатую область России», в которой рассказывалось о преступлениях некоторых работников подмосковной прокуратуры, в частности, в качестве «решальщика» от прокуратуры, упоминался некий Иван Назаров, в дальнейшем он стал одной из центральных фигур «Дела о подмосковных казино». «Назаров — предприниматель, который „работал“ в Подмосковье и на территории Москвы. Что, кстати, умалчивается», — позже вспоминал экс-зам прокурора Мособласти Буянский, роль прокурора Москвы Сёмина и его заместителя Козлова также осталась невыясненной.
29 ноября 2010 года Президент России Медведев указал столичному мэру Собянину, что ситуация с подпольными казино в Москве близка к критической. На следующий день, 30 ноября 2010 года, в региональном выпуске «Российской газеты» была размещена статья о связях прокурора Серпухова Олега Базыляна с подмосковной игорной мафией, в ней указывалось, что местные депутаты бессильны противостоять бандитам из-за бездействия прокуратуры. «Игорный мир бизнеса Москвы прекратил своё существование, свою работу», — вскоре поспешил заявить Собянин на заседании коллегии столичной милиции по итогам работы в 2010 году — «Все 442 незаконных лотерейных клуба и казино, обнаруженные в столице за последние полтора месяца, закрыты». «Поведение представителей игорного бизнеса иначе как саботажем не назовёшь» — комментировал ситуацию полковник КГБ и депутат Мосгордумы Сергей Гончаров, отметив нежелание игорных воротил прекращать деятельность, по сообщению Интерфакса в Подмосковье ситуация была ещё хуже.
Ранее, в начале 2010 года, с похожей проблемой столкнулись и власти в Дагестане, незадолго до подмосковных событий дагестанским прокурорам также вменяли казино, однако доказать их вину не удалось, несмотря на то, что к высокопоставленному прокурору Аникину с жалобой на «крышевавших» подпольные казино местных прокуроров, безрезультатно обращался первый вице-премьер правительства республики Ризван Курбанов.

## Хронология

### 2011
9 февраля 2011 трое жителей Пушкино написали заявления в Следственный комитет (СК) Московской области о том, что их обманули на 3 млн рублей в нелегальном (лотерейном) игровом клубе. В отношении владельца, некоего Ивана Назарова, немедля возбудили уголовное дело N 201/713066-11. Дело возбудил начальник ГСУ СК РФ по Московской области Андрей Марков, давно конфликтующий с Генеральной прокуратурой, он возглавлял подмосковное ГСУ СК с 2008 года.
"В 15 городах Московской области выявлены игровые залы, функционировавшие вопреки требованиям федерального закона «О государственной регистрации деятельности по организации и проведению азартных игр», — говорилось в сообщении Центра общественных связей ФСБ, распространённом в Москве в понедельник 14 февраля 2011 года.
14 февраля 2011 года ФСБ обнародовало информацию о том, что следственный комитет возбудил уголовное дело о связях сотрудников прокуратуры и ГУВД Московской области с коммерсантом Иваном Назаровым, который, по версии следствия, был организатором сети подпольных казино, он был задержан с двумя помощниками Маратом Мамыевым и Аллой Гусевой. В тот же день заместитель генпрокурора Чайки Владимир Малиновский отменил постановление о возбуждении дела, ответным ходом СКР возбудил новое дело в отношении господина Назарова, обвинив его в мошенничестве. Практически одновременно с этим в СМИ попали материалы, обвиняющие прокурора Московской области Александра Мохова, его заместителя Александра Игнатенко, а также ещё шестерых прокуроров в коррупционных связях с господином Назаровым и 17 февраля Пушкинский горсуд арестовал господина Назарова, чем вызвал возмущение прокурора Чайки.
В начале года центральные каналы телевидения выпустили в эфир новостные программы об игорном деле, а «НТВ» показало несколько тематических передач большой длительности, например, одна программа «Максимум» была посвящена «прокурорской рулетке», как и весь «Честный понедельник» Сергея Минаева, не отставала программа «Последнее слово» Павла Селина и программа «Русские сенсации», кроме того, события широко освещались в «Итогах». 20 февраля вышла тематическая телепередача «Центрального телевидения», аналогичные передачи транслировало REN TV, в частности, программа «Неделя» Марианны Максимовской и программа «Русские сказки» Сергея Доренко. Газеты «Коммерсант», «Московский комсомолец», «Известия» и другие крупные печатные СМИ подробно освещали ход расследования, участники дела давали интервью. В них сообщалось, что, из корыстных интересов, руководители подмосковных прокуратур, на паях с местными бандитами и высокопоставленными милиционерами из ГУ МВД России по Московской области, управляли подпольными казино, а «крышевали» их, в том числе из соображений «круговой поруки», сотрудники Генеральной прокуратуры уровня заместителей генерального прокурора, причём, главами игорной мафии являлись близкие генеральному прокурору Чайке люди, в том числе друг Артёма Чайки, начальник внутренней безопасности Генеральной прокуратуры Юрий Синдеев. Некоторые источники указывали на сына генерального прокурора Артёма Чайку, как на главного «крышевальщика» подпольных казино, засекреченные свидетели однозначно указывали на связь Артёма Чайки и Ивана Назарова, последний был номинальным владельцем подпольных казино.
В феврале 2011 был взят под стражу оперативник отдела по борьбе с экономическими преступлениями ГУ МВД по Московской области Сергей Ермаков, ему вменили получение взяток по «игорному делу», в СИЗО оказались и двое бывших оперативников из того же ведомства, арестованных вместе с Ермаковым. Официальный представитель Следственного комитета Владимир Маркин сообщил, что Ермаков и Акулин обвиняются в получении взяток в крупном размере от Ивана Назарова и содержатся под стражей с 15 февраля 2011 года.
Дело приобретало общественный резонанс, журналисты считали, что на ситуацию с выявленным «прокурорским спрутом» должен как можно быстрее обратить своё внимание президент России. Дмитрий Медведев 21 февраля 2011 заявил, что «давить на следствие, привлекая СМИ, недопустимо», «тот, кто будет в этом замечен, будет уволен», одновременно Медведев объявил о начале расследования по подпольным казино:

«Несколько слов в отношении начавшегося расследования по фактам незаконной организации игорного бизнеса в Московской области. Хотел бы сказать одну вещь: законы — я думаю, это понимают все, сидящие в зале — должны быть едины для всех. И те, кто их преступает, должны нести ответственность вне зависимости от занимаемой должности, где бы они ни работали — в прокуратуре, МВД, ФСБ или других госструктурах»— Президент Медведев об «игорном деле», 21 февраля 2011.

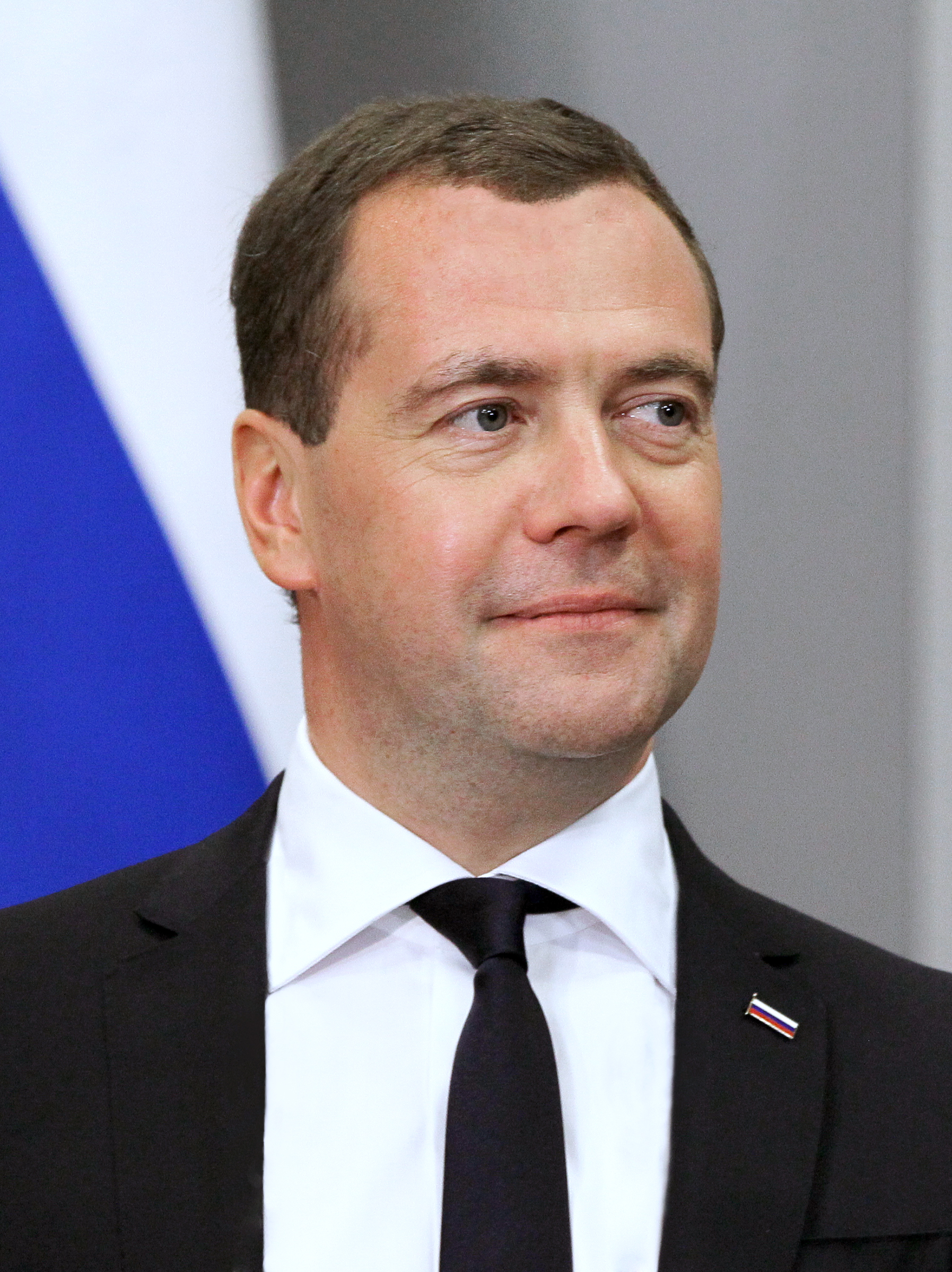
Дмитрий Медведев

В тот же день, за утечку информации в прессу, был уволен замдиректора ФСБ Вячеслав Ушаков, позже и пресс-секретарь московского управления Следственного комитета Ирина Гуменная получила выговор, взыскание касалось предоставленной СМИ информации о вызове на допрос, в связи с делом Ивана Назарова, сына генпрокурора Юрия Чайки, Артёма, однако, Гуменная осталась в СКР в качестве официального представителя подмосковного главка, возглавляемого в тот момент Андреем Марковым.
В конце февраля 2011 года был убит водитель Мамыева, партнёра Назарова в Королёве, Алексей Прилепский, «который, по некоторым сведениям, возил деньги от крышуемых Артёму Чайке и другим прокурорам и мог дать показания». Материалы об убийстве Прилепского были приобщены к делу прокуроров. По информации «Новой газеты», его тело со следами пыток нашли в лесу, — водитель считался главным свидетелем по игорному делу. Позже выяснилось, что настоящим ключевым свидетелем, засекреченным под псевдонимом «Николаев», был заместитель Мохова, выдвиженец предыдущего прокурора области Замуруева, Станислав Буянский, до апреля 2011 года скрывавший свою причастность к расследованию резонно объясняя это соображениями безопасности. Неожиданно сообщник Назарова, некий Захаров, начал отрицать свою вину, убеждая супругу убитого, а потом и суд в своей невиновности, позже он был признан виновным в убийстве водителя якобы в результате бытового конфликта, одновременно жёлтая пресса распространяла слух об убийстве водителя сотрудниками СКР во время допроса. По словам Назарова, находящегося в СИЗО, убийство водителя произвело ужасное впечатление на него и его партнёров, к нему он был непричастен, кроме того, оставшиеся на свободе высокопоставленные прокуроры Игнатенко и Урумов, кстати, последний имел кличку «Уруру», передавали Назарову угрозы через адвокатов, которых они сами и наняли подозреваемым. Поначалу, в мае 2011 года, Урумов опровергал утверждения следствия, что он угрожал Назарову и другим фигурантам данного дела с тем, чтобы они не давали показания против него и бывшего зампрокурора Подмосковья Александра Игнатенко. Неоднократно оказывал давление на своих бывших компаньонов через их защитников и Олег Базылян.
25 марта СКР возбудил уголовное дело в отношении прокуроров подмосковных городов Ногинска и Клина Владимира Глебова и Эдуард Каплуна соответственно, которые также подозреваются в получении взяток за крышевание сети незаконного игорного бизнеса Ивана Назарова, а также против Александра Игнатенко и Дмитрия Урумова, обвинявшихся в получении взятки. Постановление о возбуждении уголовных дел вынес начальник главного управления СКР по Мособласти Андрей Марков, поскольку по действующему законодательству осуществлять уголовное преследование прокуроров, относящихся к категории так называемых спецсубъектов и наделённых юридическим иммунитетом, может только руководитель следственного органа субъекта федерации. Уголовные дела тот же день были закрыты не без помощи замов Чайки, причём, прокурора Ногинска Глебова освободили буквально насильно, он был готов понести наказание. Как сообщил Владимир Маркин, всего в ходе расследования о подпольных казино в Подмосковье, органы прокуратуры «отменили восемь уголовных дел, в которых фигурантами и подозреваемыми были высокопоставленные работники подмосковной прокуратуры». В последних числах марта стало известно, что Следственный комитет все таки намерен допросить сына генпрокурора Юрия Чайки в рамках расследования уголовного дела об организации незаконного игорного бизнеса в Подмосковье.
31 марта 2011 года президент Дмитрий Медведев провёл экстренную встречу с генпрокурором РФ Юрием Чайкой и главой Следственного комитета Александром Бастрыкиным, на которой настоятельно порекомендовал собеседникам прекратить публичные межведомственные баталии. На этой же встрече обсуждалась кандидатуры на должность нового прокурора Московской области взамен скомпрометировавшего себя Александра Мохова. В результате, приказом Юрия Чайки, на должность прокурора Московской области с 21 апреля 2011 года был назначен суровый начальник антикоррупционного главка Генпрокуратуры Александр Аникин. Фактически, Аникин был существенно понижен в должности: «Это и не повышение, и не понижение. Это высокое доверие руководства — возглавить организацию работы на трудном участке в очень трудное время», однако, по утверждению «Московского комсомольца», Аникин «своему новому назначению в апреле 2011 года не радовался», к вопросам про игорное дело «очень болезненно относился», а спустя три месяца вообще сообщил «Российской газете», что все необходимые проверки по «игорному делу» уже были проведены силами центрального аппарата Генеральной прокуратуры до его назначения областным прокурором. Годом позже Аникин признал, что «несколько перевёртышей, имевших прокурорские удостоверения, бросили тень на всех сотрудников прокуратуры», официально транслируемая Аникиным позиция по игорному делу была следующей:

Шумихи вокруг этого дела гораздо больше, чем реалий. Прокуратура Московской области — это работающая прокуратура с большим потенциалом, костяк её составляют опытные, профессионально подготовленные кадры. Другое дело, что элемент некоторой деморализации, угнетенного психологического состояния в прокурорской среде, конечно же, присутствует. В массовом сознании, к сожалению, возник некий обобщенный образ подмосковного прокурора как крышевателя казино, взяточника, прожигающего жизнь. Если это и соответствовало действительности, а конечную оценку, как мы понимаем, может дать только суд, то относилось к незначительному числу работников.

Я сам убедился в этом, поскольку объехал все 58 городских, районных и специализированных прокуратур области. Ту истерию, которую практически ежедневно тиражируют некоторые СМИ вокруг так называемого «игорного дела», упорно муссируя одни и те же факты, на мой взгляд, трудно вообще как-то объяснить с позиции закона и здравого смысла. Прокуратура — это не рядовое госучреждение. Информационные удары по прокуратуре отражаются на авторитете государства в целом.— Прокурор Подмосковья Александр Аникин, «Из казино — в доходный дом», Российская газета - Федеральный выпуск №5532 (156) от 20 июля 2011
В 2011 году глава Серпуховского района Александр Шестун, он являлся свидетелем по игорному делу, резко отзывался об этом интервью Аникина «Российской газете», кстати, интервью Аникина было полностью размещено и на официальном сайте Генеральной прокуратуры. Шестун считал, что Александр Аникин в громком скандале с разоблачениями прокурорских работников, «крышевавших» нелегальные игорные заведения в Подмосковье, «продолжает политику своих предшественников» цинично сваливая вину за скандал на «жёлтую прессу», позже Шестун отметил, что деятельность Аникина по казино была безуспешной. Осторожные попытки Александра Аникина разобраться с «игорным делом» наталкивались на противодействие Генеральной прокуратуры и приводили лишь к конфликтам Аникина с заместителями генпрокурора Чайки — Виктором Гринем и Владимиром Малиновским.

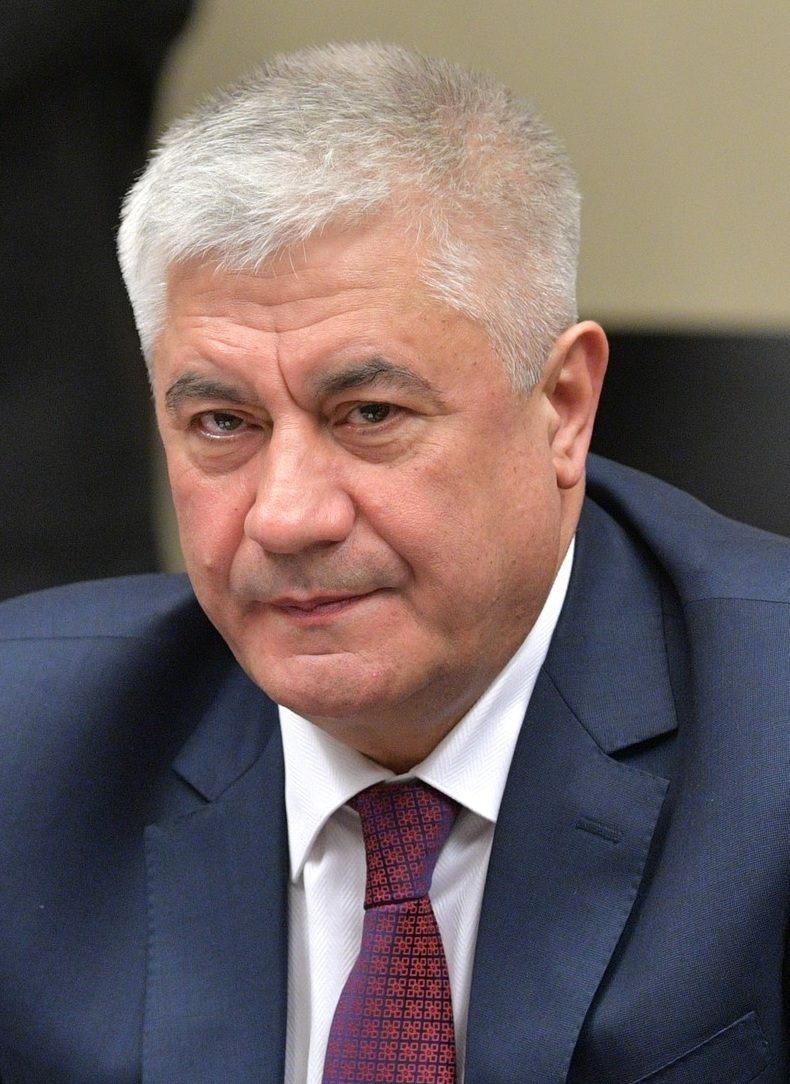
Владимир Колокольцев

25 апреля 2011 года руководитель ГУВД по Москве Владимир Колокольцев, выступая на Всероссийской конференции «Государство и бизнес против коррупции», прямо заявил о серьёзной «крыше» у подпольных игорных заведений, он сказал, что основной проблемой при расследовании таких дел является наличие у большинства фигурантов «высокопоставленных покровителей и оказание ими серьёзного давления на ход расследования». Ранее, Колокольцев, ссылаясь на недовольство Медведева о разглашении хода расследования по казино, осторожно отметил, что, никакое казино не могло бы работать без «крыши», без «структур, которые его выгораживают». Вскоре ФСБ заподозрила в «крышевании» казино начальника подмосковной полиции Николая Головкина и провела обыски в его кабинете.
17 мая 2011 года были возбуждены уголовные дела в отношении прокурора Одинцово Романа Нищеменко и прокурора Серпухова Олега Базыляна, 18 мая господам Нищеменко и Базыляну было предъявлено обвинение, после чего их дела были объединены с большим делом прокуроров, по которому проходят господа Игнатенко, Урумов, а также бывший прокурор Клина Эдуард Каплун и экс-прокурор Ногинска Владимир Глебов. Месяцем ранее сведения о коррупционной деятельности Мохова выслал из СИЗО «Новой газете» раскаявшийся помощник прокурора Подольска Яков Кузьмин, одновременно Кузьмин владел подпольными игорными клубами.
19 мая 2011 «Интерфакс» публикует большое интервью заместителя Генерального прокурора РФ Виктора Гриня полностью посвящённое руководителю управления прокуратуры Московской области Дмитрию Урумову, неожиданно сообщившему о готовности выдать сообщников следствию. В нём Гринь обстоятельно объясняет причины, по которым он не удовлетворил ходатайство Урумова о заключении досудебного соглашения о сотрудничестве. «Его ходатайство неконкретно» — сказал Гринь. Возмущённый Урумов безуспешно пытался обжаловать отказ в высшей прокурорской инстанции — у Юрия Чайки.

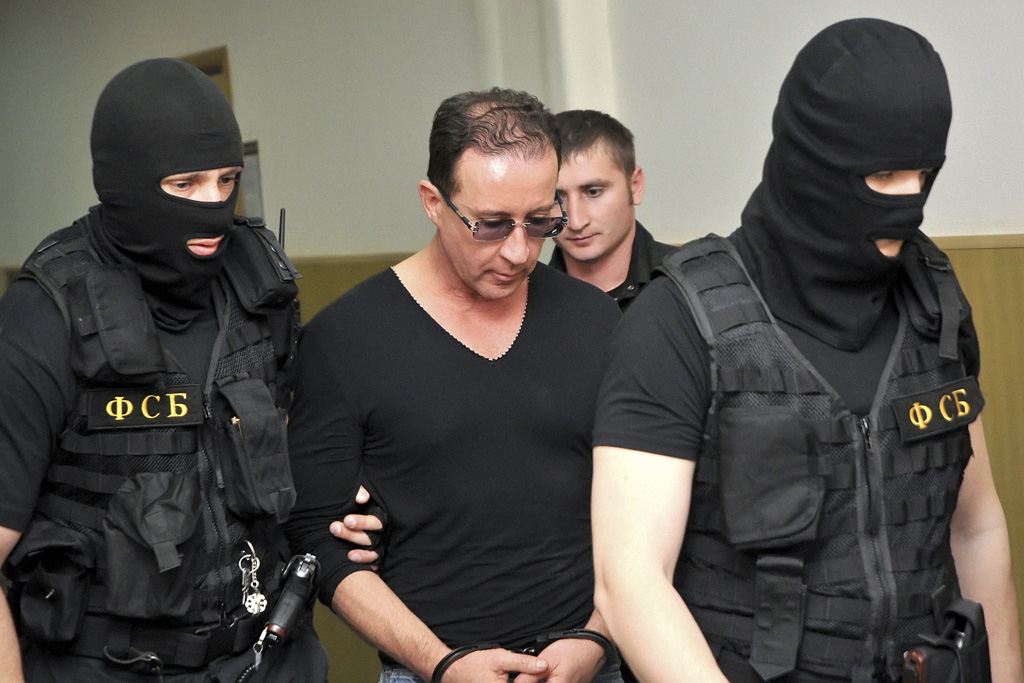
Фарит Темиргалиев в день ареста (9 июня 2011) на суде по мере пресечения

В июне 2011 года Мосгорсуд, принимая во внимание рапорты оперативников ФСБ, несмотря на протесты прокурора, признал законным арест двух высокопоставленных сотрудников МВД Фарита Темиргалиева и Михаила Куликова (настоящее имя Куликова — Аббасов М. А.-оглы), подозреваемых в «крышевании» сети подпольных казино в Подмосковье, причём, Куликова-Аббасова взяли в его роскошном трёхэтажном особняке с бассейном и тренажёрным залом в Ленинском районе Московской области. Фарит Темиргалиев и Аббасов Мехман Агикаши-оглы, известные, как «братья-мусульмане», были задержаны одновременно с освобождением под подписку о невыезде Ивана Назарова, Марата Мамыева и Аллы Гусевой, давших признательные показания следователю Денису Никандрову. Забавным фактом именовали некоторые журналисты то, что Куликова, до смены фамилии, звали Мехман Аги Каши Оглы Аббасов.
В начале июля зампрокурора Подмосковья Виктор Наседкин (назначенный на этот пост вместо Александра Игнатенко, уволенного в рамках «игорного скандала») потребовал, чтобы Следственный комитет провёл проверку в отношении одного из ключевых свидетелей по «игорному делу» — главы Серпуховского района Александра Шестуна, месяцем раньше генпрокуратура объявила, что СКР должен возбудить дело в отношении бывшего зампрокурора Московской области Станислава Буянского, он тоже являлся свидетелем обвинения по «игорному делу», также оказывалось давление на завибрировавшего Урумова. «Банальным желанием Генпрокуратуры расправиться с предателями их шкурных интересов», назвали подобные действия в СКР. Серьёзными проблемами с руководством обернулась попытка прокурора Подмосковья Аникина избавиться от своего заместителя Наседкина. Наседкин имел значительный опыт борьбы с незаконным игорным бизнесом, фактически ему была посвящена серия «Лохотронщики» из цикла «Криминальная Россия».
5 июля 2011 года, в своём кабинете на пятом этаже основного здания Генпрокуратуры, в обеденный перерыв, покончил жизнь самоубийством прокурор Вячеслав Сизов; он отвечал за взаимодействие прокуратуры с ФСБ. Экс-генпрокурор Юрий Скуратов считал, что этот высокопоставленный бюрократ, образно говоря, до смерти испугался перспективы увольнения по отрицательным мотивам. По данным многочисленных источников, прокурор Сизов выстрелил себе в рот, устав от упрёков руководства в «халатности», приведшей к провалу прокурорской крыши подмосковных казино. Хинштейн, традиционно поддерживающий прокуратуру, категорически опроверг эту версию суицида, указав на возможность случайного выстрела и гневно обличил СКР в разжигании межведомственного конфликта:

СКР хочет убить сразу нескольких зайцев. И с Гринем, и с его подчиненными у следствия свои счёты: именно эти люди мешают им спокойно жить. Дискредитировать их — выгодно во всех смыслах. При этом сам Сизов мало кого интересует. СКР жаждет не установить истину, объективно разобравшись в причинах гибели, а использовать удобный повод для очередного скандала.— Александр Хинштейн, «Дважды убитый», «Московский комсомолец» №25689 от 11 июля 2011.
В июле 2011 года, в разгар расследования «Дела о подмосковных казино», УСБ ФСБ покинул начальник управления собственной безопасности ФСБ генерал-лейтенант Александр Купряжкин, он был назначен куратором Следственного управления ФСБ в высокой должности замдиректора ФСБ, как известно, предыдущий куратор следственного управления, Ушаков, был со скандалом уволен. Прогнозировалось, что освободившееся место главы УСБ ФСБ займёт заместитель Купряжкина Феоктистов, но, позже, место Купряжкина поставили Сергея Королева — коллегу Анатолия Сердюкова, занимавший одно время должность помощника министра обороны. Кто в это время выполнял функции главы УСБ ФСБ не сообщалось, но, по утверждению генерала Дениса Сугробова, в январе 2011 года, 1-м заместителем начальника УСБ ФСБ был генерал-майор О. В. Феоктистов, который сохранил эту должность до своего увольнения в 2016 году. Есть все основания полагать, что Феоктистов в 2011 году фактически руководил УСБ ФСБ, в пользу этого говорит и то, что подобное являлось распространённой практикой в УСБ ФСБ, а также то, что первый заместитель УСБ Олег Феоктистов назначался врио главы управления УСБ ФСБ в иных схожих случаях. Новый глава УСБ ФСБ Королёв, по утверждению главы НАК Кабанова, „человек, который владеет в силу специфики своей службы огромным количеством информации“, смог избежать известности в связи с участием в игорном деле подчинённых ему оперативников Феоктистова и Ткачёва.
16 августа 2011 СКР ходатайствовала перед Басманным судом об освобождении из под стражи оперативника Ермакова; он был одним из первых силовиков, арестованных в рамках „игорного“ дела: задержали его 15 февраля 2011 года; Владимир Маркин объяснил освобождение Ермакова тем, что он „признал вину, раскаялся, дал изобличающие себя самого и соучастников показания, а также подтвердил их на очных ставках“. На том же заседании, до этого лишённый свободы на несколько месяцев, Урумов добровольно, без гарантий, дал подробные показания по „игорному делу“ следователю СКР Денису Никандрову, за что тот поспособствовал его освобождению из СИЗО под подписку о невыезде.

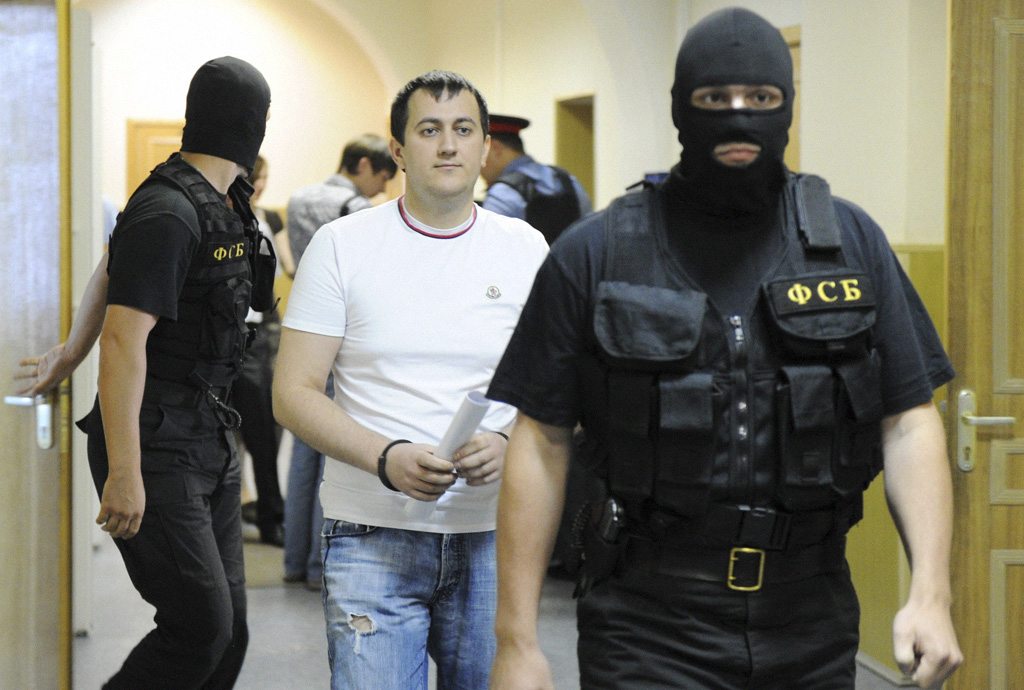
Экс-прокурор Дмитрий Урумов на суде по мере пресечения 18 августа 2011

Попытки высокопоставленного сотрудника прокуратуры Московской области Урумова сотрудничать со следователем СКР Никандровым были расценены Генеральной прокуратурой предательством, ею была инициирована служебная проверка, по итогам которой Урумова, как писала „Российская газета“, „освободили от должности с нехорошей формулировкой“, в конце 2011 года Урумов пытался восстановиться в должности через суд, угрожая „новыми разоблачениями с громкими фамилиями“, позже Урумов отказался от своих исковых требований к прокуратуре. Урумову не могли простить и то, что он выдал СКР зампрокурора Москвы Александра Козлова, которого охарактеризовал „кротом“ игорной мафии, по словам Урумова, именно от Козлова летом 2010 года основной фигурант игорного дела Иван Назаров узнал о готовящихся проверках подпольных казино управлением К МВД. Впрочем, ещё до признаний Урумова, Козлова узнали на фотоснимках с банкета, где прокуроры гуляли с бандитами, среди прочих там выделялся и Назаров. Генпрокуратура провела в связи с публикацией фотографий проверку, по итогам которой объявила, что связи прокуроров с Назаровым были дружескими, но не коррупционными. В дальнейшем, правоохранительные органы интереса по игорному делу к Козлову не имели, его «полноценной реабилитацией» определила подобный исход «Новая газета», вскоре Козлов был назначен первым заместителем прокурора Москвы Куденеева.
31 августа 2011 года замначальника отдела международного сотрудничества по особо важным делам Генпрокуратуры Валентина Клевцова направляет начальнику российского НЦБ Интерпола генерал-майору полиции Александру Прокопчуку письмо, которым запрещает объявление беглого прокурора Игнатенко в международный розыск, так как надзорное ведомство считает недостаточными доказательств его вины.

### 2012

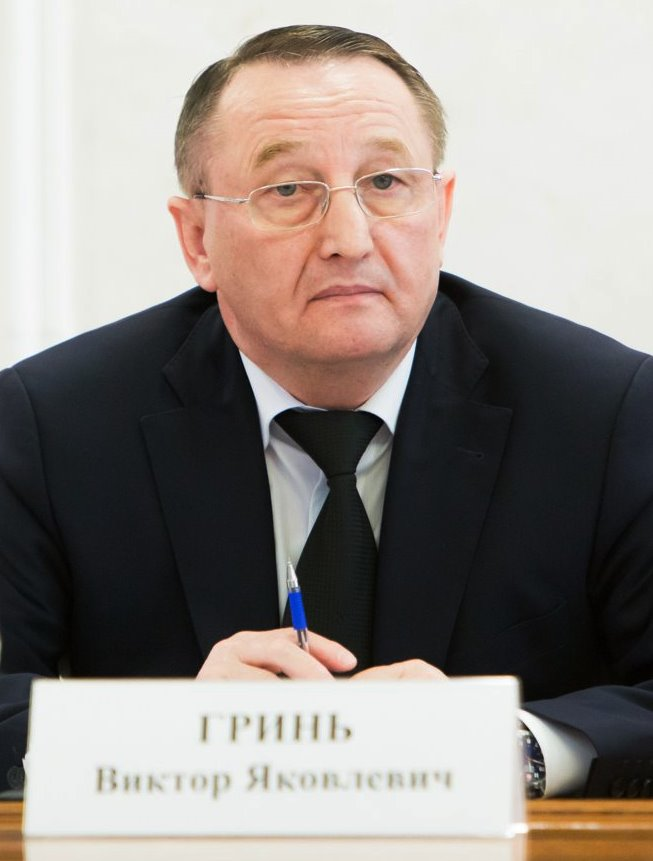
Виктор Гринь

9 января 2012 года трагически погибает заместитель начальника главного организационно-инспекторского управления Генпрокуратуры Геннадий Нисифоров, занимающийся внутренним расследованием «игорного дела» и афер с земельными участками прокуроров, он шагнул под грузовик, до этого в Генеральной прокуратуре была организована его травля. После поступившего в СКР соответствующего заявления от секретарши, на престарелого Нисифорова возбудили уголовное дело по статьям «покушение на изнасилование» и «превышении должностных полномочий», сам Нисифоров назвал уголовное преследование местью за попытку непредвзятого расследования игорного дела вверенным ему управлением. Через несколько дней, к неудовольствию СКР, заместитель генпрокурора Виктор Гринь признал уголовное преследование Нисифорова незаконным и вынес постановление об его отмене, причём, обжаловал решение Гриня у Генерального прокурора РФ Юрия Чайки лично глава Следственного комитета Александр Бастрыкин, очевидно, раздосадованный потерей важного, как обвиняемого, так и свидетеля.
В 2012 году освобождённый из СИЗО, давший признательные показания, бандит Иван Назаров прямо обвинял подозреваемых прокуроров в крышевании его нелегальных казино и требовал продолжить уголовное дело против них. Ранее, Сергей Доренко обратил внимание на то, что, в отличие от традиционно несклонных к раскаянию профессиональных бандитов, некоторые государственные обвинители требовали скорого суда над собой, в качестве примера журналист привёл прокурора Ногинска Владимира Глебова, который стремился заключить соглашение о признании вины, однако, Гринь освободил его насильно:

Гринь есть зам Чайки, который не велит судить прокурора Ногинска, а тот так хочет быть осужденным и судимым, что подал в суд на Гриня. «Гринь, скотина, можно меня осудят?» А тот говорит: «Нет, ибо не дам тебе уронить светлое звание человеческое»… Сколько есть сообщений про прокурорское дело о казино, столько есть упоминаний фамилии Гриня, который следит, чтобы следствию служба медом не казалась и, по существу, мешает следствию. — Журналист Сергей Доренко, «РСН», программа «Подъём» от 21 июля 2011 года.
По утверждению газеты «Коммерсантъ», спасение прокурора Глебова выглядело несколько гротескно: «…представителя следствия, направившегося было к судье для представления ходатайства об аресте, высокопоставленный прокурор осадил зычным окриком: „Куда пошёл? Стоять!“ После чего господин Можаев торжественно положил перед судьёй постановление заместителя генпрокурора РФ Виктора Гриня об отмене уже возбуждённого уголовного дела в отношении господина Глебова». История спасения прокуроров Ногинска и Клина вызвала резко негативную реакцию ветеранов прокуратуры, в том числе бывшего старшего следователя по особо важным делам при генеральном прокуроре Евгения Мысловского, «юридическим бредом» определял он выходку Гриня.
Осенью 2012 года, замгенпрокурора РФ Виктор Гринь подал в ВС представление о незаконности ареста экс-милиционеров, однако ещё до решения суда Темиргалиева и Куликова освободили, поскольку истекло время их содержания под стражей, из московского СИЗО «Лефортово» оба вышли в ночь на 8 декабря 2012 года.

### 2013
В 2013 году, по версии обозревателей «Коммерсанта», из-за затяжного конфликта по игорному делу с заместителями генпрокурора Виктором Гринем и Владимиром Малиновским, оставил свой пост прокурор Московской области генерал-лейтенант юстиции Александр Аникин, он был назначен на должность прокурора Московской области с согласия президента Медведева приказом Юрия Чайки 21 апреля 2011 года, после начала скандала по игорному делу с поручением разобраться в этой истории. На место Аникина начальником «Управления по надзору за исполнением законодательства о противодействии коррупции Генеральной прокуратуры России» был назначен прокурор Москвы Юрий Сёмин, по мнению газеты «Известия», в разгар «игорного скандала» информированного экс-прокурора Москвы «спрятали от следствия» в главке.
В сентябре 2013 года Верховный суд России удовлетворил надзорное представление заместителя генпрокурора Виктора Гриня, признав незаконным арест бывших оперативников управления К бюро специальных технических мероприятий МВД РФ Темиргалиева и Куликова, СКР обвиняло их в получении взяток на общую сумму свыше 225 тысяч долларов от хозяев нелегальных подмосковных казино за своевременные предупреждения о внеплановых проверках. Это стало первой процессуальной победой опальных экс-полицейских, ранее суды признавали их виновными на основании показаний Урумова, который ещё в 2011 году рассказал правоохранительным органам о связи зампрокурора Москвы Козлова и бандита Назарова по поручению которых он, Урумов, передавал взятки оперативникам Темиргалиеву и Куликову за общее покровительство и бездействие по казино.
В ноябре 2013 года уволенная сотрудница генеральной прокуратуры Галина Тарасова рассказывала о невероятных усилиях подчинённых Виктора Гриня, направленных на развал «дела подмосковных прокуроров», причём наиболее активные участники были поощрены повышением по службе.

### 2014
В начале февраля 2014 года Юрий Чайка отчитывался перед депутатами по резонансным делам Роснано и Сколково, отдельное, но не основное, внимание было уделено подмосковным прокурорам. Генеральный прокурор требовал «уже закончить с этим делом», по сути, утверждая, что дело сфабриковано следствием, Чайка также отметил, что доказательств вины прокуроров в «игорном деле» нет, а следов преступления в виде денег, счетов и недвижимости не обнаружено. По утверждению рядовых сотрудников прокуратуры деньги, счета и недвижимость было найти затруднительно, потому что средства бездарно проматывались высокопоставленными ворами. Через неделю Следственный комитет РФ удовлетворил прошение об амнистии бизнесменов Ивана Назарова, Марата Мамыева, Аллы Гусевой, Ивана Волкова, Владимира Хуснутдинова и Владимира Наумкина, однако прокуратура продолжила добиваться закрытия дела в связи с отсутствием состава преступления. В 2014 году следственный комитет отказался закрыть дело, так как в нём «ещё есть потенциал».

### 2015
Несмотря на фактический развал игорного дела, а в нём практически не осталось фигурантов, поскольку Генпрокуратура отказалась утверждать обвинительные заключения, СКР пыталось противодействовать реабилитации некоторых его участников, к примеру, продолжало процессуальную борьбу с экс-начальником отдела БСТМ Фаритом Темиргалиевым и его заместителем Михаилом Куликовым.
В этом же году главой администрации Клинского района назначен бывший фигурант дела о нелегальных казино Эдуард Каплун, его утвердил Совет депутатов Клинского района, он был избран единогласно.
В 2015 году, по предложению Председателя Совета Федерации Валентины Матвиенко и Андрея Клишаса, Госдума увеличила возрастной ценз прокуроров и отменила его для генпрокурора, помимо этого, подписанный Путиным закон дал возможность неоднократного назначения одного и того же лица на пост генпрокурора, что, вкупе, фактически исключило привлечение к ответственности высокопоставленных преступников и даже в том же году вменённая силовикам обязанность сообщать о личной заинтересованности при принятии каких-либо решений, в целом, по мнению «Forbes», не отменила «принципа безнаказанности» и бесперспективности всевозможных «Чайкагейтов». Кроме того, многие прокуроры — участники игорного скандала, являлись «Почётными работниками прокуратуры Российской Федерации», в соответствии с законом о прокуратуре решение об их увольнениях существенно затруднено, его принимает лично генпрокурор Чайка.

### 2016—2019
В 2016 году срок расследования повторно был продлён с формулировкой 2015 года — в связи необходимостью разыскать и допросить Руслана Танкиева, он был водителем бывшего Озерского городского прокурора Анатолия Дрока. В январе 2017 года Танкиев, понимая, что ситуация вокруг него нужна СКР для продолжения расследования, по собственной инициативе пришёл к следователю и был допрошен. Однако, после этого для продления срока расследования нашлись другие мотивы — следователь по делу о подмосковных казино запросил в ГСУ СК материалы об убийстве бизнесмена Валерия Казакова, убитого киллерами курганской группировки в 2008 году, Казаков был известным подмосковным «решальщиком», сообщником Назарова по игорному бизнесу. Позже выяснилось, что Казаков был убит группировкой Леснякова и Завьялова за то, что, по утверждению «Новой газеты», «требовал от участников ОПГ ввести в учредители Пушкинского рынка подконтрольных прокурорам людей».
По мнению аналитиков, желание Чайки сгладить ситуацию с игорным делом отразилось в его выступлении на ПМЭФ в 2017 году, — Чайка считал, что расследование преступлений, совершённых прокурорами, должно быть исключительно в компетенции прокуроров, а не СКР. В это же время публиковалось мнение, что на основании уголовной преюдиции, оправдательные приговоры по фигурантам «игорного дела» должны не вызывать сомнения, так, в 2017 году «Независимой газетой» в упрёк «басманному правосудию» ставился арест «невиновных» сотрудников МВД РФ Михаила Куликова и Фарита Темиргалиева, обвиняемых СКР в «крышевании» подпольных казино в Подмосковье. Между тем, в июле 2017 года в городе Мытищи при получении взятки с поличным были задержаны Роман Никитюк, начальник отдела полиции № 2 МУ МВД России «Мытищинское», Алексей Тишкин, заместитель начальника того же отдела полиции и Иван Конторин, участковый и победитель конкурса "Лучший участковый России 2014 года», «крышевавшие» подпольное казино и вернувшие организатору изъятое оборудование.
В 2018 году Следственный комитет России (СКР) прекратил уголовное преследование бывших руководителя отдела бюро специальных технических мероприятий (БСТМ) МВД РФ Фарита Темиргалиева и его заместителя Михаила Куликова. В том же году срок расследования по некогда громкому «игорному делу» продлён до 2019 года.

## Некоторые участники

### Иван Назаров
Назаров является ключевой фигурой криминальной драмы, известной как «игорное дело» — двухлетнего противостояния между двумя российскими ведомствами — Генеральной прокуратурой и Следственным комитетом России (СКР).
— «Иван Назаров: «На моей шее сидело очень много людей», «Ведомости» от 05.02.13
Иван Владимирович Назаров (Вощинин) родился 1 ноября 1980 года в Москве. Являлся криминализированным коммерсантом, аффилированным с Дмитрием Якубовским, что, впрочем, последний отрицает. По утверждению «Форбс», в начале 2000-х годов Назаров, не без помощи Якубовского, сблизился с авторитетным предпринимателем Валерием Казаковым, которому в августе 2008 года отрезали голову на пороге Пушкинской прокуратуры. «Новая газета» считает, что: «Казаков курировал „игровой“ бизнес в Подмосковье и выполнял роль посредника между прокурорами Московской области и бизнесом». Назаров продолжил его направления работы так называемого «решальщика», что не исключало легальной коммерческой деятельности, к примеру, с 2007 года Назаров начал открывать казино в подмосковных городах, имел ресторанный бизнес. После запрета азартных игр, по словам Назарова, прокуроры предложили ему крышу сами за большую часть прибыли нелегальных казино, кроме прокурора Назаров платил милиции.
По утверждению самого Якубовского и главы Серпуховского района Александра Шестуна, Назаров некоторое время встречался с дочерью Дмитрия Якубовского Дарьей, причём, сам Шестун едва спасся от прокурорской банды Назарова и серпуховских криминальных авторитетов. Несмотря на то, что Назаров женился на другой женщине, он сохранил хорошие отношения с Якубовским. Именно жена Ивана Назарова рассказала СКР, как Александр Игнатенко лично инструктировал её, что надо говорить проверяющим. Кроме того, Назаров имел хорошие отношения с некоторыми членами Измайловской ОПГ, настолько хорошие, что эти дружественные Назарову бандиты не только отказались взять заказ на его ликвидацию, но и упредили о грозящей опасности.

«Назаров — всего лишь пешка в большой игре», — говорит Forbes его адвокат Александр Добровинский.— «Прокуроры песчаных карьеров», «Forbes» от 01.04.2011.
В этом деле Иван Назаров пользовался услугами адвоката Александра Добровинского при поддержке высокопоставленного прокурора Владимира Малиновского. Добровинский полагал, что в «игорном деле» была нарушена подведомственность, по мнению адвоката оно должно было расследоваться органами МВД, так как не входит в компетенцию ГСУ СКР.

### Олег Судаков
Олег Судаков — «внештатный» посредник со стороны полиции, доверенное лицо генерала Николая Головкина, он организовывал в здании ГУ МВД Подмосковья встречи владельцев нелегальной сети игорных заведений с высокопоставленными чиновниками ведомства, по версии следствия, лично собирал деньги с владельцев нелегальных казино, в том числе, Ивана Назарова. Согласно материалам дела, Судаков имел рабочий кабинет здания ГУВД, пользовался служебной машиной с номерами ГУВД Московской области, а также охранялся полицией. После задержания Судаков рассказал следователям, что отдавал эти деньги Головкину, однако, несмотря на то, слова Судакова согласовывались с оперативными данными ФСБ, которая и проводила задержания и обыски в здании ГУВД Московской области, и показаниями фигурантов дела, следствие удовлетворилось отставкой Головкина и более вопросов не к нему не имело.
Адвокат Олега Судакова Генрих Падва защищал его с целой командой адвокатов из восьми человек, кроме того, освобождению Судакова немало поспособствовал прокурор Гринь.

### Алла Гусева
До участия в игорном скандале Алла Гусева стала одним из партнёров Амирана Георгадзе, но вскоре была арестована по громкому делу об организации в Московской области незаконного игорного бизнеса и мошенничестве, в 2011 году Следственный комитет РФ сообщал, что Гусева дала признательные показания по уголовному делу и активно сотрудничает со следствием. Гусева входила в состав учредителей кооператива прокуроров „Силанс“, председателем которого был Игнатенко.

### Юрий Синдеев
45-летний прокурор Юрий Михайлович Синдеев по кличке Синдей занимал должность начальника Главного организационно-инспекторского управления (ГОИУ) Генпрокуратуры РФ, главный кадровик надзорного ведомства, с сентября 2011 года на его место назначен Андрей Некрасов, ранее курировавший в Генпрокуратуре надзор за следствием.

Именно Синдеев руководил проверкой прокуроров, которая не выявила никаких крупных нарушений в их работе. А потом последовали увольнения, громкие аресты, и некоторые бывшие правоохранители, в том числе и первый заместитель прокурора Московской области, кинулись в бега.
— «Устал от скандала?», «Комсомольская правда» от 9 сентября 2011.
Другой источник сообщал, что Синдеевым были обнаружены лишь незначительные нарушения в работе подмосковных коллег. В 2011 году „Новая газета“ разместила материал смысл которого сводился к тому, что, возможно, конфликт начался годом ранее из-за нежелания начальника организационного управления Генпрокуратуры Юрия Синдеева договориться о межведомственном взаимодействии с генералом ФСБ Олегом Феоктистовым.
По информации „Комсомольской правды“, ударившийся в бега Игнатенко и главный „проверяльщик“ Синдеев женаты на родных сёстрах.

### Андрей Некрасов
Ещё в должности начальника Главного управления по надзору за следствием Генпрокуратуры Андрей Некрасов активно поддерживал игорную мафию, среди прочего, выступая публично на пресс-конференции перед журналистами, он утверждал, что Генеральная прокуратура России настолько важный правоохранительный орган, что её критика является чудовищным проступком. 18.02.2011 Владимир Овчинский осудил подобную позицию в программе «Вместе» на телеканале «Мир», а Владимир Жириновский на «НТВ» предложил на время следствия вообще запретить деятельность прокуроров в России, обвинив их в «круговой поруке» и поставил под сомнение значимость Генеральной прокуратуры в целом:

Не прокуроры, а преступники! Ему застрелиться надо, этому Некрасову! Он должен сегодня вечером застрелиться!
— Владимир Жириновский, «Честный понедельник», НТВ, февраль 2011 года.
В конце ноября 2011 года Андрей Некрасов стал известен в интернете крайне вежливым общением с представителем «Общества синих ведёрок» произошедшим на парковке у продуктового магазина «Ашан», помимо того, что Некрасов говорит про загруженность на работе, он, к удивлению интервьюера, начинает осуждать доведение людей до самоубийства. Через полтора месяца заместитель Некрасова, 60-летний безопасник Геннадий Нисифоров кинулся под грузовик, этому предшествовала его травля в Генеральной прокуратуре и обвинение в попытке изнасилования секретаря в октябре 2011.
Андрей Юрьевич Некрасов родился в 1965 году в Тюмени. В 1990 году окончил Тюменский государственный университет по специальности правоведение, в том же году начал работу в правоохранительных органах следователем, дорос до заместителя прокурора Тюменской области. В аппарате Генеральной прокуратуры Российской Федерации служит с 2006 года, а С 2007 г. занимал должность начальника Главного управления по надзору за следствием, с сентября 2011 года Юрий Чайка назначил Андрея Некрасова начальником Главного организационно-инспекторского управления вместо Синдеева.
Участие в крайне сомнительной конференции в защиту коррумпированных прокуроров и их друзей, после которой Некрасов и стал известен, никак не отразилось на его карьере, однако, историю с казино ему припоминали всякий раз при кадровых изменениях, например, в борьбе за вакантное место заместителя генерального прокурора Российской Федерации.

### Геннадий Лопатин
Геннадий Лопатин — начальник Главного управления обеспечения деятельности органов прокуратуры, он взялся «крышевать» сеть столичных и областных игорных залов «Вулкан», ранее принадлежащих Ritzio Entertainment Group, на месте за подмосковными заведениями присматривал заместитель прокурора Подмосковья Мохова Александр Игнатенко, который частенько ездил в Генеральную прокуратуру к Лопатину и ещё одному фигуранту игорного дела — Синдееву, за поручениями.

### Роман Нищеменко
В игорном деле особо выделился бывший пушкинский прокурор Роман Нищеменко, в основном тем, что попадал в нелепые ситуации. В конце 2019 года сообщалось, что, фактически, оставшийся без средств к существованию, бывший высокопоставленный фигурант игорного дела, экс-прокурор одного подмосковного города, Роман Нищеменко был пойман в компании со своим сыном в момент кражи колёс с автомобиля местного жителя. Ранее, выдавший следствию коррумпированных прокуроров Дмитрий Урумов сообщал, что «Нищеменко, насколько мне известно, тоже собирался сотрудничать, но Генпрокуратура убедила его молчать, наверное, там пообещали ему помочь», в результате, бывший прокурор Пушкинского района, а впоследствии прокурор Одинцово, Роман Нищеменко, отрицал уже очевидные факты, например, существование знаменитой банды Леснякова, заявив, что «ничего о ней не слышал», когда работал в Пушкино.

### Алексей Прилепский
До своей трагической смерти Алексей Прилепский пять лет проработал водителем и курьером у малоизвестного фигуранта дела, криминализированного коммерсанта Марата Мамыева из подмосковного города Озёры. Прилепского задержали 11 февраля 2011 года, одновременно с Назаровым и Мамыевым, он был допрошен, однако скрыл от следователей компрометирующую работодателей информацию. По утверждению жены он говорил: «Я что, дурак — все им выкладывать!», «Я же предупреждал ребят… Назаров рано или поздно попадётся — с такими вещами не шутят» и т. п. В результате, информированный свидетель Прилепский, который был неосторожно отпущен домой после допроса, вскоре был жестоко убит другом Назарова и Мамыева Николаем Захаровым. Известно, что этого посредника игорной мафии пытали перед смертью, а потом Прилепского задушили.

### Станислав Буянский
Станислав Буянский — заместитель прокурора Московской области. Буянский вошёл в конфликт с командой Мохова, так как являлся членом команды начальника Главного управления кадров Генеральной прокуратуры РФ Сергея Замуруева, ранее возглавлявшего Прокуратуру Московской области. Считалось, что прокурор Буянский несанкционированно проникнул в подмосковную резиденцию Медведева «Горки-9», где поджидал его у часовни с папкой компромата на начальство в руке, но был пойман сотрудниками ФСО и впоследствии уволен из органов прокуратуры. Однако позже официальный представитель ФСО Сергей Девядов категорически опроверг эту информацию, а в Прокуратуре Московской области пояснили, что Станислав Буянский уволился по собственному желанию.
Известный политолог Белковский прокомментировал ситуацию с Буянским:

Встречу Буянского с Медведевым пытался организовать священник отец Владимир Волгин, настоятель храма Святой Софии, который является духовным наставником как Медведева, так и Буянского. Но просто эта история сложилась для Буянского не очень удачно, и будучи уже тогда представителем аппаратного клана противника генпрокурора и другой ключевой фигуры в системе Генпрокуратуры Юрия Синдеева, начальника организационного-инспекторского управления Генпрокуратуры, господин Буянский лишился должности.
— Станислав Белковский на «Дожде» от 30 марта 2011.
Сам Станислав Буянский утверждал, что ничего подобного не совершал. Позже в Басманном суде Москвы между Буянским и Русской службой новостей, которая распространила информацию о проникновении Буянского на территорию резиденции «Горки-9» и передачи им компромата на высокопоставленных чиновников прокуратуры, было заключено мировое соглашение. РСН обязалось опровергнуть вышеуказанные факты, а Буянский отказался от материальных претензий к агентству.
Буянский, после возбуждения уголовного дела о крышевании прокурорами подмосковных казино, дал несколько интервью, где утверждал, что Прокуратура Московской области при руководстве Мохова превратилась в преступную группировку. Данные слова позднее подтвердили и другие сотрудники прокуратуры.
В некоторых СМИ Буянский назывался секретным свидетелем обвинения под псевдонимом Николаев.

## Кооператив «Силанс»
Из игорного скандал перерос в дачный. Убитый Амираном Георгадзе красногорский чиновник Юрий Караулов отдал, за символическую плату, два гектара государственной земли под дачный кооператив игорных прокуроров «Силанс», который в дальнейшем обустраивал Назаров, Следственный комитет со второй попытки возбудил уголовное дело по этому поводу. По утверждению журналистов «РЕН ТВ», Иван Тимашев был застройщиком дачного кооператива «Силанс», игорный прокурор Александр Игнатенко до сих пор должен деньги ему лично, также Игнатенко «кинул» и Назарова.

## Результат

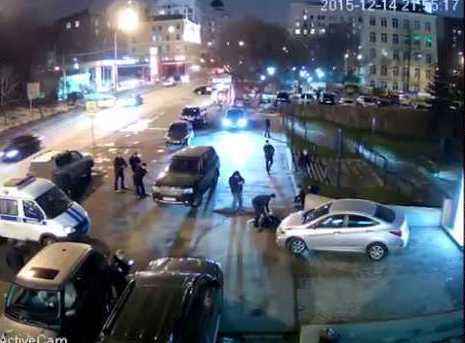
Перестрелка на Рочдельской улице

Несмотря на многократные попытки СК РФ и дружественного им в этом деле ФСБ, развить уголовное дело, обещаний Чайки его скорейшего расследования, далее увольнения нескольких подозреваемых в коррупции прокуроров ситуация не продвинулась, прокурор Московской области Мохов был всего лишь понижен в должности, а прокурор подмосковных Озёр по фамилии Дрок сохранил свою должность. В результате последующей межведомственной борьбы скандальное дело так и не было передано в суд — прокуратура отказывалась утверждать обвинительное заключение. По мнению информационных источников, СК РФ проиграл войну за «игорное дело», глава „Национального антикоррупционного комитета“ Кирилл Кабанов, на страницах „Известий“, отметил, что „силовые ведомства тем временем решили свои кадровые вопросы“, чем и ограничились. Александр Хинштейн видел главную причину развала игорного дела в отсутствии достоверных доказательств вины прокуроров. Выяснилось, что в целом по стране, подмосковные казино, — далеко не единственные нелегальные азартные заведения, действующие под контролем различных силовых структур.
Однако, некоторые представители правоохранительных органов считают, что война ведомств не закончилась — противостояние прокуратуры и следственного комитета по «игорному делу» продолжилось в деле о перестрелке на Рочдельской улице, есть мнение, что прокурор Гринь назло Бастрыкину передал внутриведомственное расследование СКР в ФСБ:

"Я считаю, что это месть Гриня за «дело подмосковных прокуроров», — сказал Никандров.
— «Новая газета» от 12 сентября 2016
Глава московского профсоюза сотрудников полиции Михаил Пашкин придерживается аналогичной точки зрения, не изменил своего мнения и Никандров, в 2017 году, на очередном заседании Мосгорсуда, он заявлял следующее: «Моё мнение, что прокуратура сводит со мной счёты в связи с расследованием мной игорного дела в отношении сотрудников прокуратуры Московской области». В 2014 году юрист Любовь Соболь отметила, что, как и другие громкие антикоррупционные дела, и «это ничем не закончилось», аналогично высказался оппозиционер Навальный. «Новая газета» сообщала, что в Подмосковье закрыты не все нелегальные казино, многие из их владельцев просто сменили «крышу». Шестун утверждал, что не меняли и её; с его слов, этот бизнес остался за прокурорскими, причём, по сообщению правозашитницы Зои Световой, этот непокорный арестант вплоть до 2020 года требовал завершения расследования и передачи в суд «дела игорных прокуроров». В помещениях, где ранее располагались «однорукие бандиты», стали разыгрываться лотереи «Бинго», а уголовное дело, материалы которого заняли более ста томов, благополучно загнулось. Юрий Скуратов отметил, что «Дело о подмосковных казино» явилось следствием повальной коррумпированности и кумовства в прокуратуре времён Чайки.

### Общественное мнение
В результате затянувшегося расследования, при отсутствии результатов и обилии процессуальных действий, громкое игорное дело прокуроров постепенно лишилось общественного внимания. В 2013 году Владимир Соловьёв, вспоминая удивительную подробность про тюремные татуировки прокурора Игнатенко, указал на то, что циничные попытки спасти высокопоставленных преступников от наказания «для репутации страны это дикий удар! Просто страшный удар». Одновременно Соловьёв был вынужден признать фактическую потерю интереса общественности к игорному делу и его итогам:

А сейчас если спросить, а кто-нибудь помнит вообще, что это было за дело подмосковных прокуроров? Ну, вспомнит, может быть, классическую подробность — прокурора, у которого была татуировка «Они устали ходить», на ногах. А так что там было? Игорные дома какие-то, игорные заведения… Кто-то какие-то банкеты оплачивал, правильно? Никто же ничего не вспомнит.— Владимир Соловьёв, «Вести ФМ», 2013.
Впрочем, и ранее, в 2011 году, несмотря на большое количество информационного материала про коррумпированных прокуроров, народное мнение, высказанное в эфире государственной радиостанции, частенько бывало следующим: «Они бы не мешали работать», «…по большому счёту, никакого отношения к народу это не имеет», «…большинству людей, тем, кто работает, тем кто своим трудом зарабатывает на жизнь, это все далеко параллельно» и т.п. По сути, итогом «Дела о подмосковных казино» стало незначительное ухудшение имиджа прокуратуры Российской Федерации, так, газета «Известия» сообщив, что «сменились только вывески», а вместо слот-машин установлены компьютеры со специальными программами, констатировала, что «фигуранты дела понесли только репутационные потери».

## В искусстве
- Игорному делу прокуроров посвящена песня «Pussy Riot» под названием «Чайка», на неё снят клип.
- В док. фильме Алексея Навального с аналогичным названием «Чайка» упоминается игорное дело.